# مفاعل فرشة ثابتة
مفاعل الفرشة الثابتة  (أو المفاعل ثابت المهد، أو مفاعل المهد الثابت) أنبوبي الهيئة، ويملأ بحفاز صلب منتظم أو حُبيبي لتنفيذ التفاعلات الكيميائية الحفزية بأسلوب يعظم المحصول الناتج عن المادة الحفازة.